# Fürfeld
Fürfeld település Németországban, Rajna-vidék-Pfalz tartományban. Lakosainak száma 1596 fő (2023. december 31.).

## Népesség
A település népességének változása:
| Lakosok száma | 1465 | 1563 | 1537 | 1593 | 1618 | 1596 |
|               | 1975 | 2017 | 2019 | 2021 | 2022 | 2023 |